# Buzon
Buzon település Franciaországban, Hautes-Pyrénées megyében. Lakosainak száma 81 fő (2022. január 1.). Buzon Saint-Justin, Beccas, Cazaux-Villecomtal, Sembouès, Barbachen és Monfaucon községekkel határos.

## Népesség
A település népességének változása:
| Lakosok száma | 92   | 83   | 84   | 78   | 77   | 75   | 77   | 79   | 81   |
|               | 2013 | 2015 | 2016 | 2017 | 2018 | 2019 | 2020 | 2021 | 2022 |